# اوشتاوا
اوشتاوا (به بلغاری: Oshtava) یک منطقهٔ مسکونی در بلغارستان است که در شهرستان کرسنا واقع شده‌است.